# Ypsolopha tesselatidorsata
Ypsolopha tesselatidorsata là một loài bướm đêm thuộc họ Ypsolophidae. Loài này có ở vùng Viễn Đông Nga.
Chiều dài cánh trước là 6.8–7.8 mm.